# Johann von Venningen (Hofmeister)

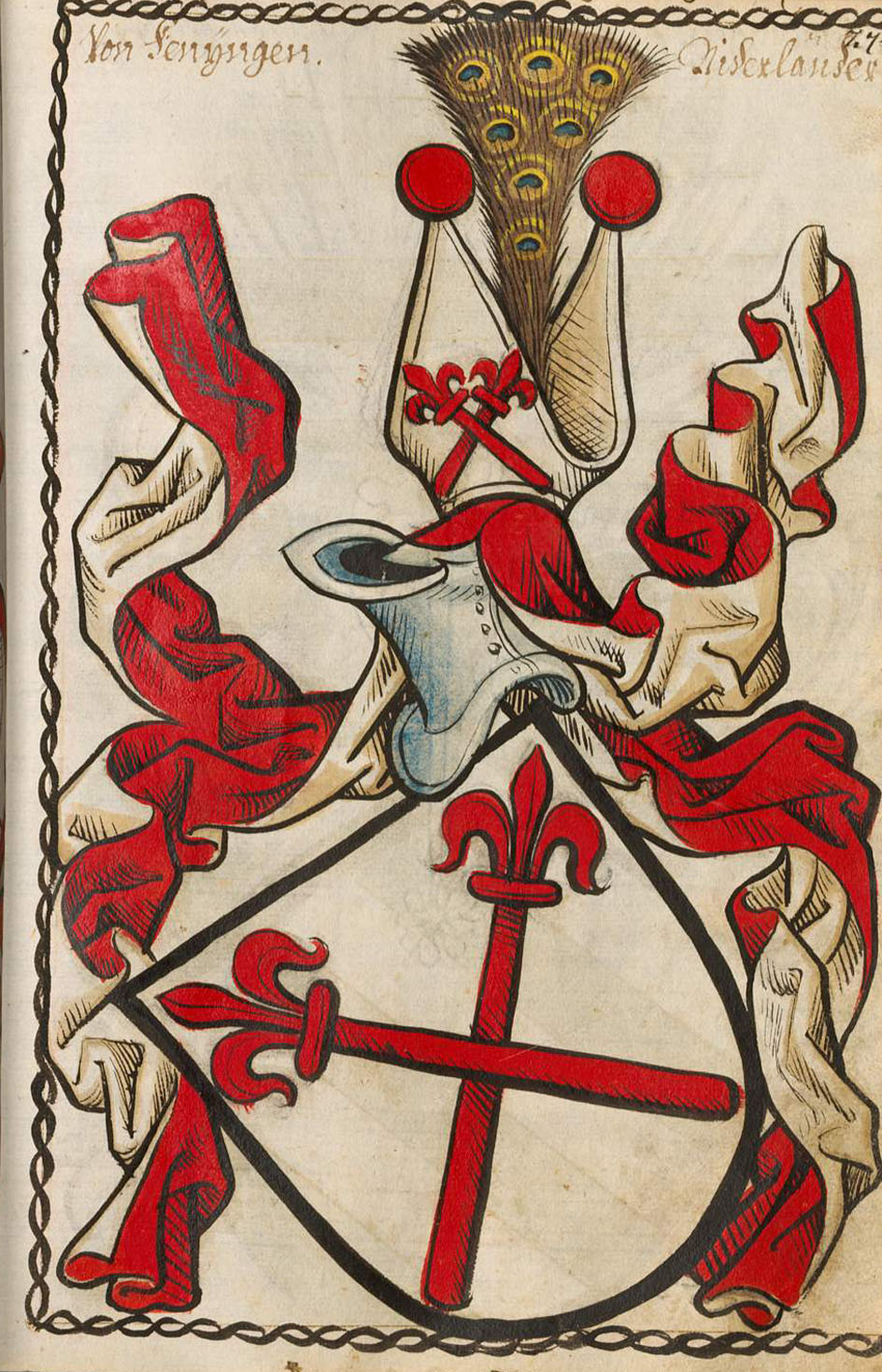
Wappen der Herren von Venningen im Scheiblerschen Wappenbuch (15. Jahrhundert)

Johann von Venningen († 22. Mai 1432) war Reichsritter der linken Neidensteiner Linie der Herren von Venningen. Er war von 1417 bis zu seinem Tod Hofmeister am kurpfälzischen Hof in Heidelberg.

## Familie
Johann von Venningen war der Sohn von Johann von Venningen († 1425), Faut zu Heidelberg, und der Agnes von Lautern. Johann war zweimal verheiratet: in erster Ehe mit Margret von Zeiskam, in zweiter mit Margret von Lustadt. Aus der ersten Ehe entstammen vier Kinder: Johann, von 1458 bis 1478 Bischof von Basel, Siegfried († 1444), verheiratet mit Christina von Niefern, Anna, verheiratet mit Ulrich von Rechberg, und Jost von Venningen, Deutschmeister des Deutschen Ordens. Aus der Ehe mit Margret von Lustadt entstammt der Sohn Dieterich, der wie sein Vater kurfürstlich-pfälzischer Hofmeister wurde und 1464 starb.
Laut dem jüngeren Seelbuch des Speyerer Domstiftes dotierte der spätere Basler Bischof und damalige Speyerer Domdekan Johann von Venningen für seine am 15. Juli 1450 verstorbene Mutter Margaretha de Lustat dort ein Jahrgedächtnis. Das Seelbuch nennt Johann von Venningen ausdrücklich ihren Sohn. Möglicherweise wird hier aber nicht zwischen Sohn und Stiefsohn unterschieden, ansonsten wäre das ein Hinweis darauf, dass der Bischof aus der 2. Ehe seines Vaters abstammt. Ebenso stiftete er 1452, zum 30. Todestag seines Vaters, auch für diesen ein jährliches Messgedächtnis, bei dem auch das Todesdatum vermerkt ist.

## Leben
Das häufige Vorkommen des Namens Johann im Geschlecht der Herren von Venningen, der Vater und der Bruder des Vaters und andere Verwandten hießen ebenfalls Johann, machen die Zuordnung der biographischen Angaben sehr schwierig.
1417 wurde Johann von Venningen Hofmeister des Kurfürsten in Heidelberg, damit war er oberster Amtmann der Kurpfalz und Dienstvorstand der Amtleute. Als Hofmeister hatte er die oberste Richterstelle inne und führte bei den Gerichtsberatungen den Vorsitz.
1426 nahm Johann von Venningen als Hofmeister am Reichstag in Nürnberg teil, zusammen mit dem Speyrer Bischof Raban von Helmstatt, Graf Emich von Leiningen und Meister Peter bildeten sie die kurpfälzische Gesandtschaft. Ebenfalls war er beim Kurfürstentag 1426 in Frankfurt tätig.
1431 bestätigte Johann von Venningen gegenüber Graf Ulrich von Württemberg den Besitz der Burg Rappenau mit allem Zubehör. Nach seinem Tod wurde sein Sohn Siegfried 1434 mit der Burg Neidenstein belehnt.
Johann von Venningen, der gleichnamige kurpfälzische Vitztum in Neustadt an der Weinstraße war sein Vetter.